# Донадзе, Владимир Григорьевич
Влади́мир Григо́рьевич Дона́дзе (груз. ვლადიმერ დონაძე; 5 марта (18 марта) 1905, Озургети, Кутаисская губерния, Российская империя, ныне Грузия — 9 декабря, 1986) — грузинский музыковед и педагог. Доктор искусствоведения (1957). Заслуженный деятель искусств Грузинской ССР (1958).

## Биография
В 1931 году окончил юридический факультет Тифлисского университета, а в 1934 году — историко-теоретический факультет Тифлисской консерватории. В 1937 году окончил аспирантуру в Ленинградской консерватории по истории музыки (руководитель Роман Грубер). В 1957 году защитил докторскую диссертацию «Творчество Захария Палиашвили».
В 1932—1934 годах преподавал историю музыки в Тифлисской школе-десятилетке и Первом музыкальном училище. С 1937 года — преподаватель истории зарубежной музыки и истории грузинской музыки, основатель и руководитель кафедры истории музыки, с 1955 года — доцент, а с 1958 года — профессор Тбилисской консерватории. Автор статей, посвящённых русским, европейским и грузинским композиторам. Среди учеников — Гулбат Торадзе.

## Сочинения
- Симфония h-moll Шуберта // Очерки по истории и теории музыки. Сб. научных трудов и материалов Гос. научно-исслед. ин-та театра и музыки, (т.) II. — Л., 1940, с. 51-99.
- Шалва Мшвелидзе. — Тбилиси, 1946.  (груз.)
- Музыкальное наследие Грузии. Грузинская музыкальная культура. — М., 1957.
- Захарий Палиашвили. — М., 1958, 1971.
- Музыкальное искусство республик Закавказья. Грузия. // История музыки народов СССР, т. 1. 1917-1932. — М., 1966, с. 335-48, 1970, с 307-319.
- Грузинская ССР, 1932-1941. // История музыки народов СССР, т. II. — М., 1970, с. 364-80.
- Грузинская ССР, 1941-1945 гг. // История: музыки народов СССР, т. III. — M., 1972, с. 380-401.
- Очерки по истории грузинской советской музыки. — Тбилиси, 1975.
- Творчество Шуберта. Симфонии // Музыка Австрии и Германии XIX века. кн. I. — М., 1975.

## Награды
- 1958 — Заслуженный деятель искусств Грузинской ССР
- 1971 — Государственная премия Грузинской ССР имени 3ахария Палиашвили